# Comté de Goodhue
Le comté de Goodhue est situé dans l’État du Minnesota, aux États-Unis. Il comptait 47 582 habitants en 2020. Son siège est Red Wing.

## Localités
- Zumbrota